# Monaco och eurosamarbetet
Monaco har euron som valuta sedan den 1 januari 1999. Euron är Europeiska unionens officiella valuta, som används i många av Europeiska unionens medlemsstater och ett antal andra stater utanför unionen. De länder som använder euron kallas gemensamt för euroområdet. De lägre valörerna av euron utgörs av mynt, medan de högre valörerna utgörs av sedlar. Euromynten har en gemensam europeisk sida som visar värdet på myntet och en nationell sida som visar en symbol vald av den medlemsstat där myntet präglades. Varje medlemsstat har således en eller flera symboler som är unika för just det landet.
Fyra av de europeiska mikrostaterna, bland annat Monaco, har avtal med EU om att de får använda euron, och prägla en begränsad mängd giltiga euromynt. Men de är inte medlemmar i EU och inte fullvärdiga medlemmar i eurozonen, och får inte trycka sedlar.
För bilder av den gemensamma sidan och en detaljerad beskrivning av mynten, se artikeln om euromynt.
Monacos första serie präglas av fyra olika designer. De lägsta valörerna, 1-, 2- och 5-centmynten, präglas av Monacos statsvapen. 10-, 20- och 50-centmynten präglas av Monacos sigill, medan de högsta valörerna, 1- och 2-euromynten, präglas av furstarna Rainier III av Monaco och Albert II av Monaco. Den första serien präglades mellan år 2001 och 2005. Monacos andra serie präglas av tre olika designer. Anledningen till att Monaco började prägla en ny serie var att landets regent, Rainier III av Monaco, avled under 2005. De lägsta valörerna, 1-, 2- och 5-centmynten, präglas precis som tidigare av Monacos statsvapen. 10-, 20- och 50-centmynten präglas däremot av prins Alberts monogram, och de högsta valörerna, 1- och 2-euromynten, präglas av Albert II av Monaco själv. Den nya serien började präglas under 2006, då furst Albert II efterträdde Rainier III.
Alla mynt, oavsett serie, präglas också av präglingsårtal och texten MONACO. Till skillnad från många andra euroländers 2-euromynt har de monegaskiska ingen kanttext, utan endast siffran två och en stjärna, vilka upprepas sex gånger. Monaco har ett separat valutaavtal med EU.
Monaco har präglat två serier mynt och en version av 2-euro jubileumsmynt.